# Iaraslava Paulóvitx
Iaraslava Paulóvitx (belarús: Яраслава Паўловіч)  (Pinsk, 2 de novembre de 1969) és una remadora belarussa, ja retirada, vencedora d'una medalla olímpica.
El 1996 va prendre part en els Jocs Olímpics d'Estiu d'Atlanta, on va guanyar la medalla de bronze en la prova del vuit amb timoner del programa de rem. En el seu palmarès també destaquen dues medalles de plata al Campionat d'Europa de rem, el 2009 i 2011.